# Марчук, Пётр Васильевич
Пётр Васильевич Марчук (1920—1974) — старшина Рабоче-крестьянской Красной Армии, участник Великой Отечественной войны, Герой Советского Союза (1945).

## Биография
Пётр Марчук родился 2 декабря 1920 года в селе Новоберёзовка (ныне — Аромашевский район Тюменской области). После окончания семи классов школы работал счетоводом в колхозе. С ноября 1941 года — на фронтах Великой Отечественной войны. К сентябрю 1944 года гвардии младший сержант Пётр Марчук командовал отделением взвода пешей разведки 5-го гвардейского стрелкового полка 3-й гвардейской стрелковой дивизии 2-й гвардейской армии 1-го Прибалтийского фронта. Отличился во время освобождения Литовской ССР.
9 сентября 1944 года Марчук во главе разведгруппы подобрался к немецкой траншее у деревни Якштайки Шяуляйского района и захватил её, лично уничтожив вражеский пулемёт и несколько вражеских солдат. В том бою Марчук девять раз был ранен, но продолжал сражаться. Захватив траншею, группа Марчука отразила несколько контратак, уничтожив более 50 солдат и офицеров противника.
Указом Президиума Верховного Совета СССР от 24 марта 1945 года за «образцовое выполнение боевых заданий Командования на фронте борьбы с немецкими захватчиками и проявленные при этом отвагу и геройство» гвардии младший сержант Пётр Марчук был удостоен высокого звания Героя Советского Союза с вручением ордена Ленина и медали «Золотая Звезда».
После окончания войны в звании старшины Марчук был демобилизован. Проживал и работал в городе Ялуторовске Тюменской области. Скончался 30 апреля 1974 года, похоронен в Ялуторовске.
Был также награждён орденами Красной Звезды, Славы 2-й и 3-й степеней, рядом медалей.